# Montenegro op het Eurovisiesongfestival 2018

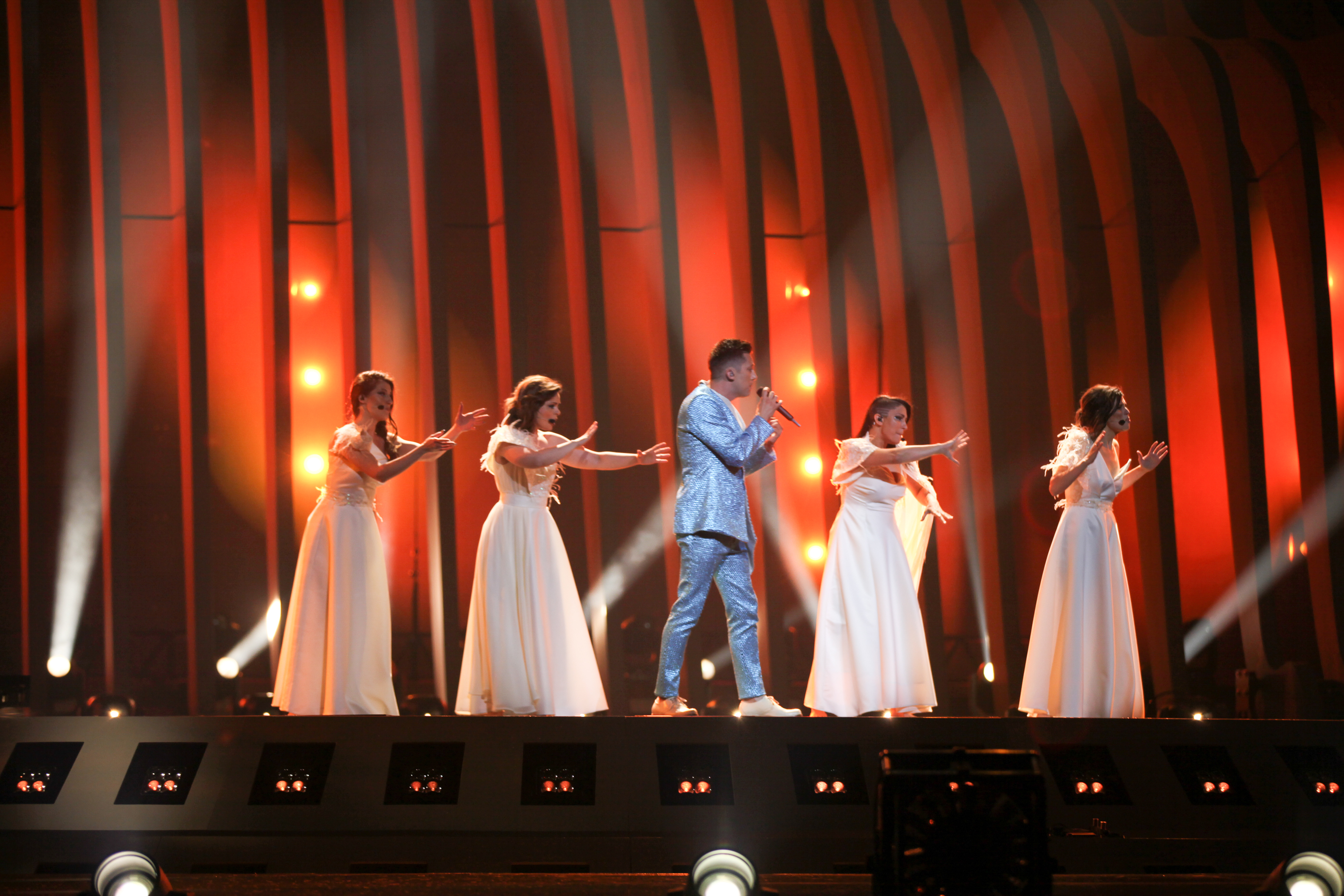
Vanja tijdens de repetities in Lissabon.

Montenegro nam deel aan het Eurovisiesongfestival 2018 in Lissabon, Portugal. Het was de 10de deelname van het land aan het Eurovisiesongfestival. RTCG was verantwoordelijk voor de Montenegrijnse bijdrage voor de editie van 2018.

## Selectieprocedure
Op 1 november 2017 maakte de Montenegrijnse openbare omroep bekend te zullen deelnemen aan de komende editie van het Eurovisiesongfestival. Meteen werd duidelijk dat RTCG een nationale finale zou organiseren, en dat voor het eerst sedert 2008. Geïnteresseerden kregen tot 15 december 2017 de tijd om zich in te schrijven. Artiesten en componisten mochten eender welke nationaliteit hebben, maar hun nummers moesten wel in het Montenegrijns vertolkt worden. Uiteindelijk ontving RTCG 31 bijdragen. Een vijfkoppige jury selecteerde vervolgens vijf artiesten die mochten deelnemen aan de nationale finale. Hun namen werden op 16 januari 2018 vrijgegeven.
Montevizija 2018 vond plaats op 17 februari 2018. Het publiek selecteerde via televoting drie superfinalisten, waarna er opnieuw gestemd kon worden. Uiteindelijk ging Vanja Radovanović met de overwinning aan de haal.

## Montevizija 2018
17 februari 2018
| Plaats | Artiest                  | Lied        | Stemmen |
| ------ | ------------------------ | ----------- | ------- |
| 1      | Lorena Janković          | Dušu mi daj | 40%     |
| 2      | Katarina Bogićević       | Neželjena   | 19%     |
| 3      | Vanja Radovanović        | Inje        | 18%     |
| 4      | Ivana Popović Martinović | Poljupci    | 12%     |
| 5      | Nina Petković            | Dišem       | 11%     |

Superfinale
| Plaats | Artiest            | Lied        | Stemmen |
| ------ | ------------------ | ----------- | ------- |
| 1      | Vanja Radovanović  | Inje        | 37%     |
| 2      | Katarina Bogićević | Neželjena   | 34%     |
| 3      | Lorena Janković    | Dušu mi daj | 29%     |

## In Lissabon
Montenegro trad aan in de tweede halve finale, op donderdag 10 mei 2018. Vanja Radovanović was als zestiende van achttien artiesten aan de beurt, net na Benjamin Ingrosso uit Zweden en gevolgd door Lea Sirk uit Slovenië. Montenegro eindigde uiteindelijk op de zestiende plaats, hetgeen onvoldoende was voor kwalificatie voor de finale.
2007 · 2008 · 2009 · 2010-2011 · 2012 · 2013 · 2014 · 2015 · 2016 · 2017 · 2018 · 2019 · 2020-2021 · 2022 · 2023-2024 · 2025
Albanië · Armenië · Australië · Azerbeidzjan · België · Bulgarije · Cyprus · Denemarken · Duitsland · Estland · Finland · Frankrijk · Georgië · Griekenland · Hongarije · Ierland · IJsland · Israël · Italië · Kroatië · Letland · Litouwen · Macedonië · Malta · Moldavië · Montenegro · Nederland · Noorwegen · Oekraïne · Oostenrijk · Polen · Portugal · Roemenië · Rusland · San Marino · Servië · Slovenië · Spanje · Tsjechië · Verenigd Koninkrijk · Wit-Rusland · Zweden · Zwitserland